# Alojzij Kodermac
Alojzij Kodermac, slovenski rimskokatoliški duhovnik in javni delavec, * 3. februar 1892, Hruševlje, † 23. december 1977, Vipolže.

## Življenje in delo
Rodil se je v štvilni kmečki družini. Ljudsko šolo je obiskoval v rojstnem kraju, gimnazijo pa v Gorici, kjer je bil gojenec Alojzijevišča. Bogoslovje je končal v samostanu Stična, kjer je bil 3. maja 1917 tudi posvečen v duhovnika. Kot kaplan je služboval v Poljanah in Tolminu. Leta 1919 je bil imenovan za kateheta na pripravnici ter v 1. letniku učiteljišča v Tolminu, 1922 pa je postal župnijski upravitelj v Volčah in kasneje tu tudi za župnika. Na tem mestu je ostal do leta 1965. Kot volčanski župnik je v letih po 1. svetovni vojni začel obnovo v vojni poškodovanih cerkvenih objektov. Važna je zlasti obnova župnijske cerkve sv. Lenarta v Volčah in romarske cerkve Marijinega imena na Mengorah, katero poslikavo je Kodermac poveril slikarju Tonetu Kralju, kar pomeni tudi prvo slikarjevo delo na Goriškem. Na Mengorah je pri poslikavi sodelovala tudi slikarjeva žena Mara Kralj. 
Kodermac je v Volčah med obema vojnama vodil številno Marijino družbo in posojilnico ter režiral igre in proslave. Po končani vojni je postal član Družbe svetega Cirila in Metoda in tam zavzemal nekatere pomembne zadolžitve lokalnem, pokrajinskem in tudi republiškem merilu. Zanimala pa ga je tudi zgodovina. Izdelal je župnijsko kroniko Volč v kateri je prikazana zgodovina vasi od naselitve Slovencev do najnovejše dobe. Leta 1965 je prevzel upravo župnike Kožbana, kasneje pa je služboval še v Šlovrencu in nazadnje v Vipolžah, kjer je tudi umrl.